# Bataille du pont Milvius
La bataille du pont Milvius opposa le 28 octobre 312 Maxence à l'Auguste de l'Ouest Constantin. La victoire de ce dernier consacre le début d'une nouvelle ère pour l'Empire tout entier. Elle doit son nom au pont Milvius qui enjambe le Tibre à quelques kilomètres au nord-est de Rome.

## Contexte historique

Les campagnes de Constantin (312-324).

Le conflit prend sa source dans l'opposition entre les deux Césars de l'Ouest qu'étaient Constantin et Maxence. Le premier, fils de l'empereur Constance Chlore, règne depuis la mort de celui-ci en 306 sur les provinces de l'Ouest de la Gaule et la Bretagne. Le second est le fils du Tétrarque Maximien et le gendre de Galère. Les deux hommes ont également un lien de parenté, puisque Constantin était depuis 307 l'époux de Fausta, sœur de Maxence.
À la mort de Constance (25 juillet 306), les troupes de Constantin le proclament Auguste (28 octobre 306) : le titre d'empereur n'est cependant pas héréditaire à cette époque, et c'est Maxence qui à Rome a les faveurs pour la succession. Celui-ci se fait proclamer "Auguste" et rallie toute l'Italie à sa cause, tout en accusant Constantin de rébellion et de parricide. À l'Est, les deux autres tétrarques, Licinius et Maximin Daïa, s'opposent pour le contrôle de la partie orientale de l'Empire.
À la mort de Maximien en 310 (qui se suicide à Marseille) et après celle de Galère en 311, le conflit armé devient inévitable entre les deux empereurs. Après avoir scellé une alliance avec Licinius (qui épouse sa demi-sœur Constantia), Constantin part à la conquête de l'Italie en 312.

## Déroulement de la bataille
Cette section ne s'appuie pas, ou pas assez, sur des sources secondaires ou tertiaires indépendantes du sujet. Le texte peut contenir des analyses inexactes ou inédites de sources primaires.
Pour l'améliorer, ajoutez-en, ou placez des modèles {{Source secondaire souhaitée}} ou {{Source secondaire nécessaire}} sur les passages mal sourcés. (septembre 2024)
Ce n'est que lorsque les armées de Constantin arrivent aux environs de Rome que Maxence sort à sa rencontre. Il dispose des cohortes prétoriennes, et probablement d'autres troupes de protection de la ville, telles que les vigiles. Les deux armées s'affrontent à Saxa Rubra (les Roches rouges), sur la via Flaminia, à une dizaine de kilomètres au nord-est de la capitale. Maxence choisit de combattre devant le pont Milvius, un pont de pierre auquel a succédé l'actuel Ponte Milvio (appelé aussi Ponte Molle) et qui franchit le Tibre. La possession de ce pont est essentielle pour Maxence, car il peut craindre que le Sénat romain donne sa faveur à quiconque tiendrait la route de Rome.

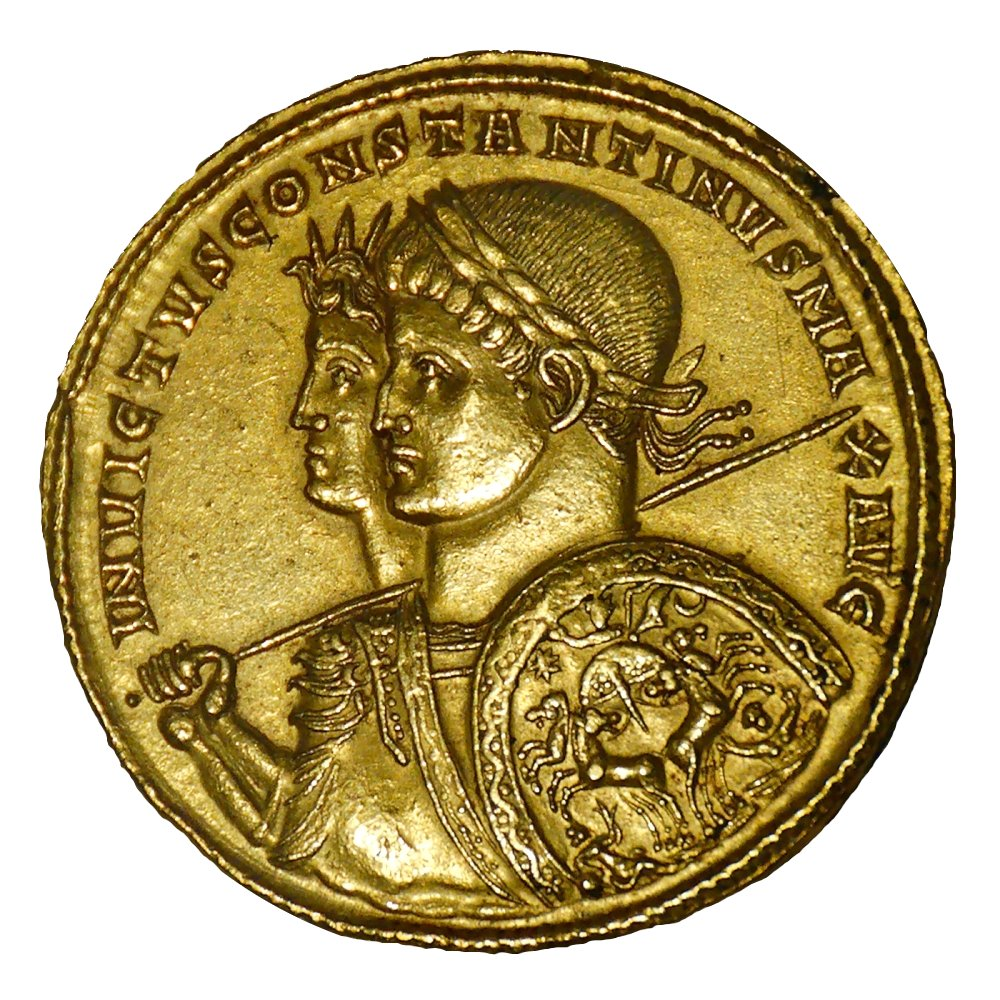
Monnaie de 313, représentant Constantin en compagnie du Sol Invictus.

Peu avant le début de la bataille, Constantin déclare avoir eu une vision, qui lui est apparue sous la forme d'un chrisme, symbole formé de la conjonction des lettres grecques Chi et Rho (XP), soit les deux premières lettres du mot Christ ; Constantin aurait vu ou entendu également Εν Τουτω Νικα, traduit en latin par In hoc (signo) vinces — Par ceci (ce signe) tu vaincras. Bien qu'encore païen à cette époque de sa vie, Constantin décide de faire apposer ce symbole sur les boucliers de tous ses soldats. Cette vision est rapportée par l'historien et archevêque de Césarée, Eusèbe de Césarée, qui atteste l'avoir apprise de la bouche même de Constantin. 
Des spéculations récentes, basées sur certains témoignages de l'époque et reprises par des médias ont postulé qu'il a pu s'agir d'une observation, faite de loin par Constantin, de l'explosion en cascade d'un chapelet de météorites ayant creusé les lacs annulaires du cratère du Sirente, dans les Abruzzes... Cependant, la simultanéité des deux événements, d'une part, n'a jamais pu être confirmée, et d'autre part, quand bien même ce phénomène naturel serait avéré, sa concomitance, à la veille même de la bataille du pont Milvius, reste considérée, du point de vue de l'Église, comme surnaturelle et providentielle.
Quoique largement dépassé en nombre par les troupes de son ennemi (Eusèbe de Césarée et d'autres commentateurs estiment le rapport de forces de quatre à dix contre un), Constantin fait preuve de ses talents de général et commence à repousser les troupes ennemies vers le Tibre. Alors que Maxence se replie vers Rome en traversant un pont de bateaux, ses propres ingénieurs, soudain pris de panique, coupent les attaches de celui-ci : le pont flottant s'effondre d'un coup, et Maxence et plusieurs centaines de ses hommes se noient dans l'affolement général qui saisit ses contingents.
Après sa victoire, Constantin prend la décision d'épargner les gardes survivants et de les éparpiller dans les garnisons proche du Rhin et du Danube. Le nouvel empereur supprime alors la Garde Prétorienne en tant qu'unité afin de la remplacer par les scholæ palatinæ.

## Conséquences historiques
Constantin est accueilli en triomphe à Rome et proclamé par le Sénat unique Auguste romain d'Occident. Cependant, à cette époque, il est toujours coempereur aux côtés de Maximin et de Licinius. Il crédite sa victoire au nom du Dieu des chrétiens, dont il interdit la persécution sur l'étendue des territoires qu'il dirige, prolongation d'une politique qu'il avait déjà appliquée dès 306 dans les provinces de Gaule et de Bretagne. Sous sa protection, et au lendemain de la terrible persécution initiée par Dioclétien, la foi chrétienne se propage désormais sans être inquiétée en Occident, contrairement à la partie orientale de l'empire.
Le Dieu des chrétiens fait ainsi son entrée fracassante dans l'histoire politique et militaire de Rome. Par son intervention Constantin, concurrent au trône, l'emporte face à un adversaire très supérieur en nombre, selon les affirmations d'Eusèbe de Césarée, et bien sûr il se convertit.
Les cohortes prétoriennes, vaincues, ne sont pas reconstituées. Abolies par Constantin, elles disparaissent de l'histoire de Rome après avoir fait et défait tant d'empereurs parmi ses prédécesseurs ; les scholes palatines les remplacent dans leur rôle de gardes rapprochées et d’unités d’élite.
Constantin s'allie en 313 avec Licinius contre Maximin. Cette alliance conduit à la proclamation de l'édit de Milan.

## Représentations

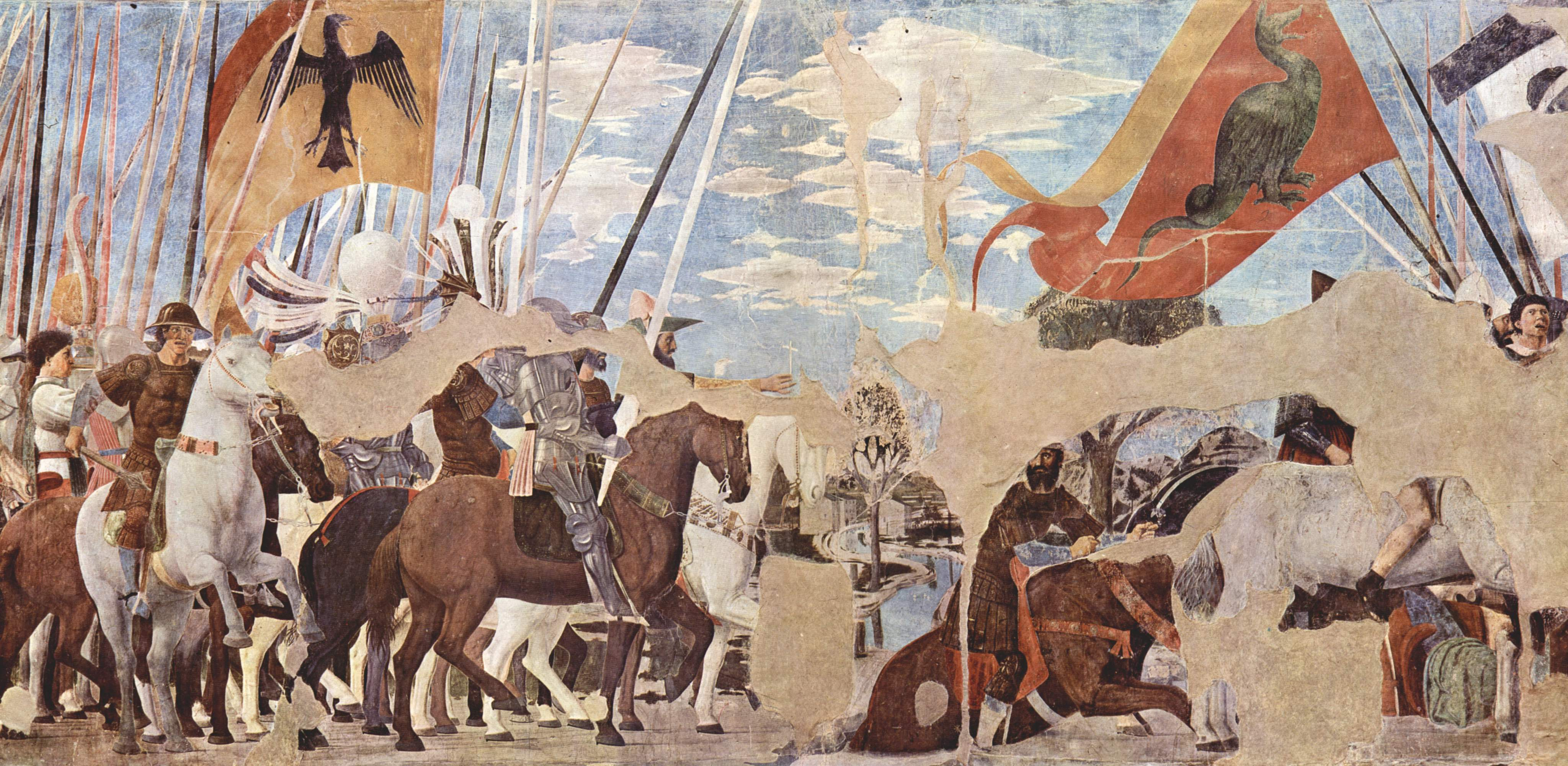
Piero della Francesca, Victoire de Constantin sur Maxence, La Légende de la Vraie Croix, Arezzo
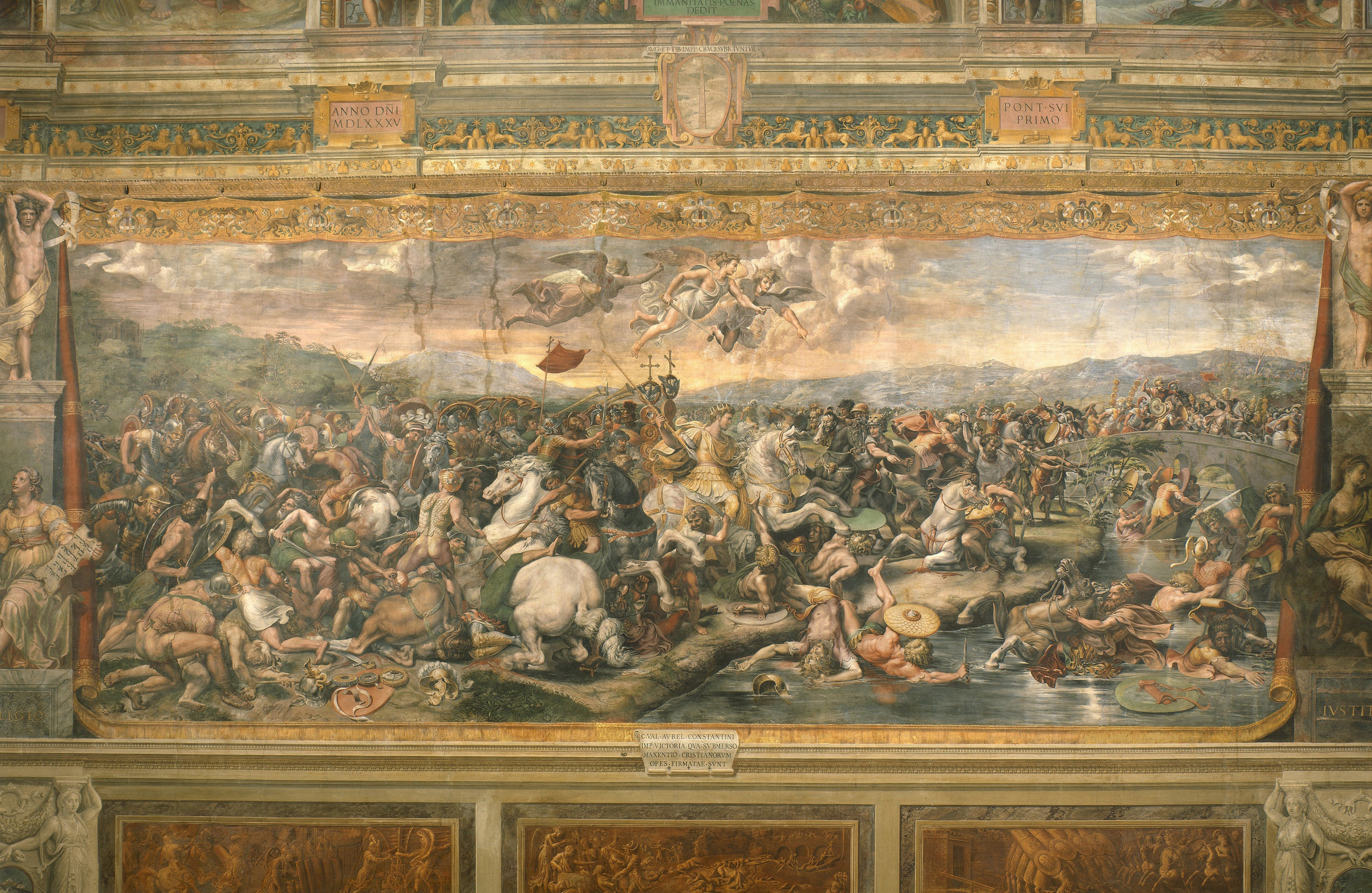
Musée du Vatican, Chambres de Raphaël, salle de Constantin
Gravure de Gérard Audran d'après une peinture inachevée de Charles Le Brun.
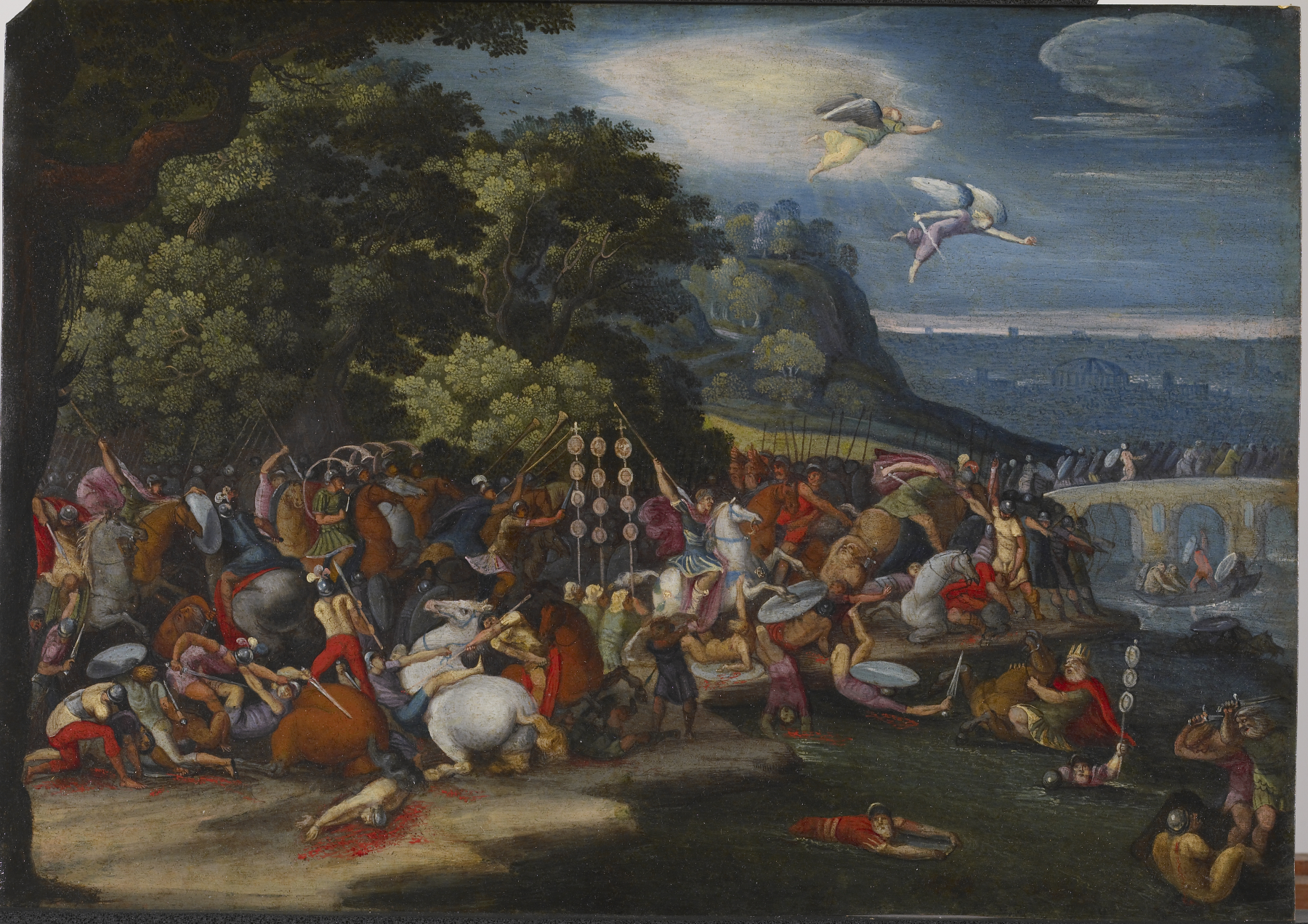
Anonyme d'après Giulio Romano, Constantin le Grand au pont de Milvius, Walter Arts Museum.